# ستفراتی
ستفراتی (به ایتالیایی: Settefrati) یک کومونه در ایتالیا است که در استان فروزینونه واقع شده‌است.

## خصوصیات
ستفراتی ۵۰٫۶ کیلومترمربع مساحت و ۸۲۹ نفر جمعیت دارد و ۷۸۴ متر بالاتر از سطح دریا واقع شده‌است.